# Гуерра, Вида
Вида Гуерра (исп. Vida Guerra; род. 19 марта 1974, Гавана) — американская модель и актриса кубинского происхождения.

## Биография
Родилась 19 марта 1974 года в Гаване на Кубе, в дальнейшем вместе с родителями эмигрировала в США. Семья остановилась в городе Перт-Амбой (Нью-Джерси). В детском возрасте приняла участие в нескольких показах купальников, снялась в музыкальном клипе.
В декабре 2002 года Вида Гуерра приняла участие в фотосессии в нижнем белье для журнала FHM. С тех пор она снималась для многих журналов.
В 2005 году она заняла 26-е место в рейтинге FHM’s Top 100 Sexiest Females («100 самых сексуальных женщин по версии журнала FHM»). В том же году Гуэрра, на волне популярности, издала календарь со снимками в купальниках (с приложением на DVD того, что осталось «за кадром»), а в следующем году презентовала новый DVD- диск «Вида Гуерра: Снято» (Vida Guerra: Exposed).
В апреле 2005 года хакеры взломали мобильный телефон Виды. Несколько фотографий, включая фото «ню», распространились по сети Интернет. Сама Гуерра заявила, что те фото принадлежали совсем другой женщине, а её лицо было добавлено с помощью фотошопа.
Снималась во многих иноязычных развлекательных шоу в США.
Июльский выпуск журнала Playboy в 2006 году опубликовал первые официальные фотографии обнаженной Гуэрры. Одной из причин, повлиявших на её решение принять участие в съемках, стало желание модели продемонстрировать свой настоящий вид. В этом же году вышел фильм с её участием под названием «Переполох в общаге 2: Семестр на море».
Вида Гуэрра — вегетарианка, она утверждает, что это помогает ей чувствовать себя здоровой: «Я чувствую себя вполне здоровой, и это проявляется во всех отношениях, включая состояние моей кожи» . В 2011 году она приняла участие обнаженной в акции поддержки организации Люди за этичное обращение с животными (PETA) — за защиту вегетарианства .